# Maulide
Maulide ist ein traditioneller Tanz zu Ehren des Propheten Mohammed, welcher auf der Ilha de Moçambique und anderen Gegenden des nördlichen Mosambik getanzt wird.
Der Tanz wird, anders als in seinem Entstehungsort Arabien (siehe hierzu auch Maulid an-Nabī), in Mosambik – unter anderem Namen – auch von Frauen gesungen und getanzt.